# Teddy Yip
Teddy Yip, eigentlich Theodore Yip (chinesisch 葉德利 / 叶德利, Pinyin Yè Délì, Jyutping Jip6 Dak1lei6; * 2. Juni 1907 oder 4. Juni 1913 in Medan, Indonesien; † 11. Juli 2003 in Hongkong, Volksrepublik China), war ein niederländischer Unternehmer. Er war vor allem in Ostasien als Geschäftsmann tätig, betrieb zahlreiche Spielcasinos und trug wesentlich zur touristischen Entwicklung Macaus bei. International bekannt wurde er außerdem durch sein Engagement im Automobilsport, zu dem zeitweise der Betrieb seines Formel-1-Teams Theodore Racing und die Organisation des traditionsreichen Macau Grand Prix gehörte. Der extrovertiert auftretende Yip wurde vielfach als „der große alte Mann von Macau“ („Grand Old Man of Macao“) bezeichnet.

## Leben
Theodore Yip wurde – je nach Quelle – 1907 oder 1913 auf der indonesischen Insel Sumatra geboren, die zu dieser Zeit zum Kolonialreich Niederländisch-Indien gehörte. Er war chinesischer Abstammung, seine Familie gehörte zur Volksgruppe der Hakka. Yip besaß die niederländische Staatsangehörigkeit.
In den 1930er-Jahren absolvierte Yip eine Ausbildung in den Niederlanden, kehrte danach aber nach Ostasien zurück. 1942 ließ er sich in Hongkong nieder, wo er zunächst für die örtliche Niederlassung der NCR Corporation arbeitete, bevor er ein Im- und Exportgeschäft für Reis gründete. Später beteiligte er sich an Reisebüros, Hotels und Spielcasinos. Yip sprach zahlreiche Sprachen, darunter sechs Mandarin-Dialekte, ferner Malaiisch, Thai, Englisch, Französisch, Portugiesisch, Niederländisch und Deutsch. Diese Vielseitigkeit erleichterte ihm den Aufbau weitreichender Geschäftsbeziehungen, die zu erheblichem wirtschaftlichem Erfolg führten. In den 1970er-Jahren war Yip einer der wohlhabendsten Geschäftsleute Asiens. Einige Quellen bezeichnen ihn als Milliardär, andere sprechen von „einem großen Vermögen“. Er galt als Lebemann, der viel Geld für Annehmlichkeiten und Luxus ausgab.
Teddy Yip war dreimal verheiratet, zuletzt mit Susie Ho, der jüngeren Schwester seines Geschäftspartners Stanley Ho. Er hatte sieben Kinder. Sein jüngster, 1983 geborener Sohn Teddy Yip Jr. ist im Motorsportmanagement tätig; er betrieb unter anderem den in Großbritannien ansässigen Rennstall Status Grand Prix.
Teddy Yip hatte die Angewohnheit, von sich selbst in der dritten Person zu sprechen; er nannte sich dabei bei seinem Vornamen.
Yip starb im Juli 2003 im Alter von 90 oder 96 Jahren. Im ostasiatischen Raum wurde daraufhin mehrere Wochen lang in den Medien über Yip berichtet; die Beisetzungsfeier wurde von zahlreichen regionalen Fernsehsendern übertragen.

## Geschäftsmann in Macau

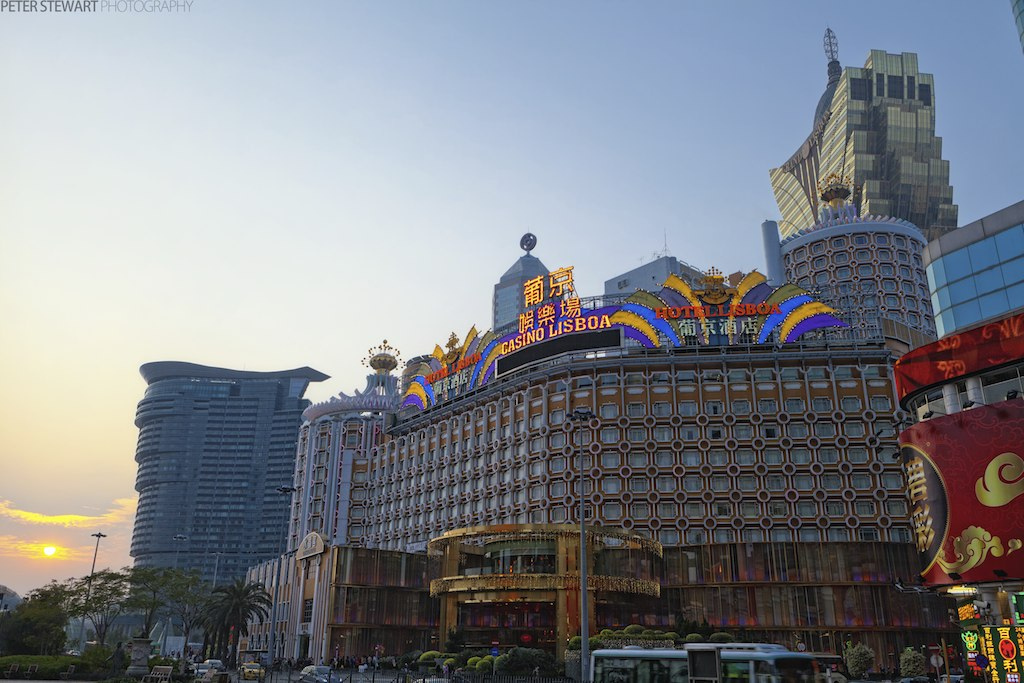
Von Teddy Yips STDM geführt: Das Casino Lisboa in Macau

1962 gründete Teddy Yip zusammen mit seinem Schwager Stanley Ho und sechs weiteren Geschäftsleuten in Macau die Sociedade de Turismo e Diversões de Macau (STDM, deutsch Macau Reise- und Unterhaltungsgesellschaft), ein privatrechtlich organisiertes Unternehmen, das zeitweise das Monopol für Glücksspiel in der portugiesischen Kolonie innehatte und weitere Aktivitäten in der Freizeit- und Tourismusbranche unterhielt. Yip hielt anfänglich 27 Prozent der Anteile an der STDM und war Executive Director. Insbesondere die Spielcasinos machten Macau für regionale Touristen attraktiv. Bis zur Liberalisierung des Marktes erwirtschaftete die STDM etwa 60 Prozent des Bruttoinlandsprodukts von Macao.
Vor allem Yip wurde mit dem Erfolg des Unternehmens in Verbindung gebracht. Er gilt als eine der zentralen Figuren bei der touristischen Entwicklung Macaus.
Die Einkünfte aus der STDM ermöglichten es Yip, zahlreiche weitere Unternehmungen aufzubauen. Ihm gehörte unter anderem eine Schiffslinie mit Tragflügelbooten, die Hongkong mit Macau verband. Zudem war er Generalimporteur verschiedener europäischer Automobilhersteller auf diversen ost- und südasiatischen Märkten; er importierte beispielsweise Alfa Romeos nach Thailand.
1992 verkaufte Yip seine letzten Anteile an der STDM an seinen Schwager Stanley Ho.

## Motorsport
Der wirtschaftliche Erfolg seiner Unternehmen ermöglichte es Yip seit den 1950er-Jahren, sich in seiner Freizeit dem Motorsport zu widmen. Bis 1963 nahm er als Fahrer an Automobilrennen teil, vor allem am Macau Grand Prix, den er 1963 als Dritter beendete. Danach konzentrierte sich Yip auf das Sponsoring diverser Rennfahrer und auf die Leitung seines eigenen Rennstalls, den er bis in die 1980er-Jahre hinein in der Formel 1 und auch darüber hinaus noch regelmäßig in Macau an den Start brachte. Mit Alan Jones, Keke Rosberg, Ayrton Senna und Mika Häkkinen fuhren im Laufe der Jahre vier Formel-1-Weltmeister für Teddy Yip.

### Sponsor und Teamchef

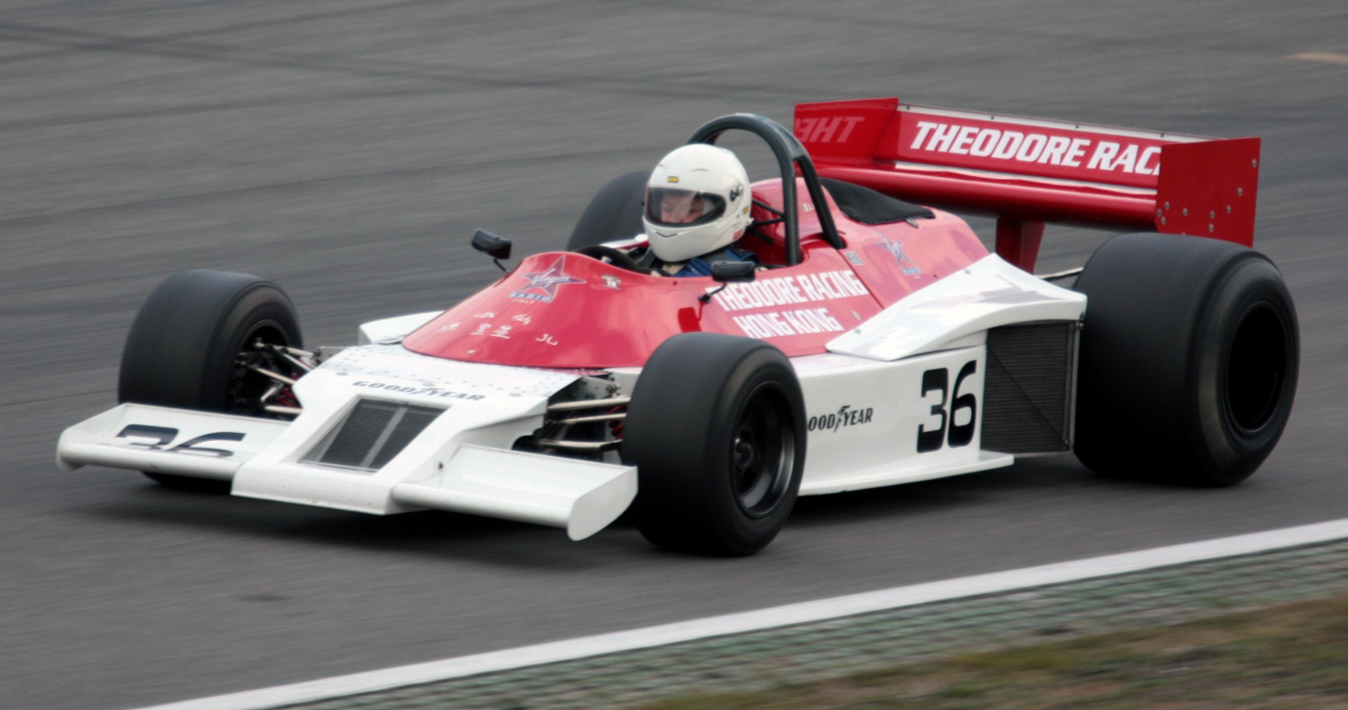
Ein Theodore TR1 von 1978

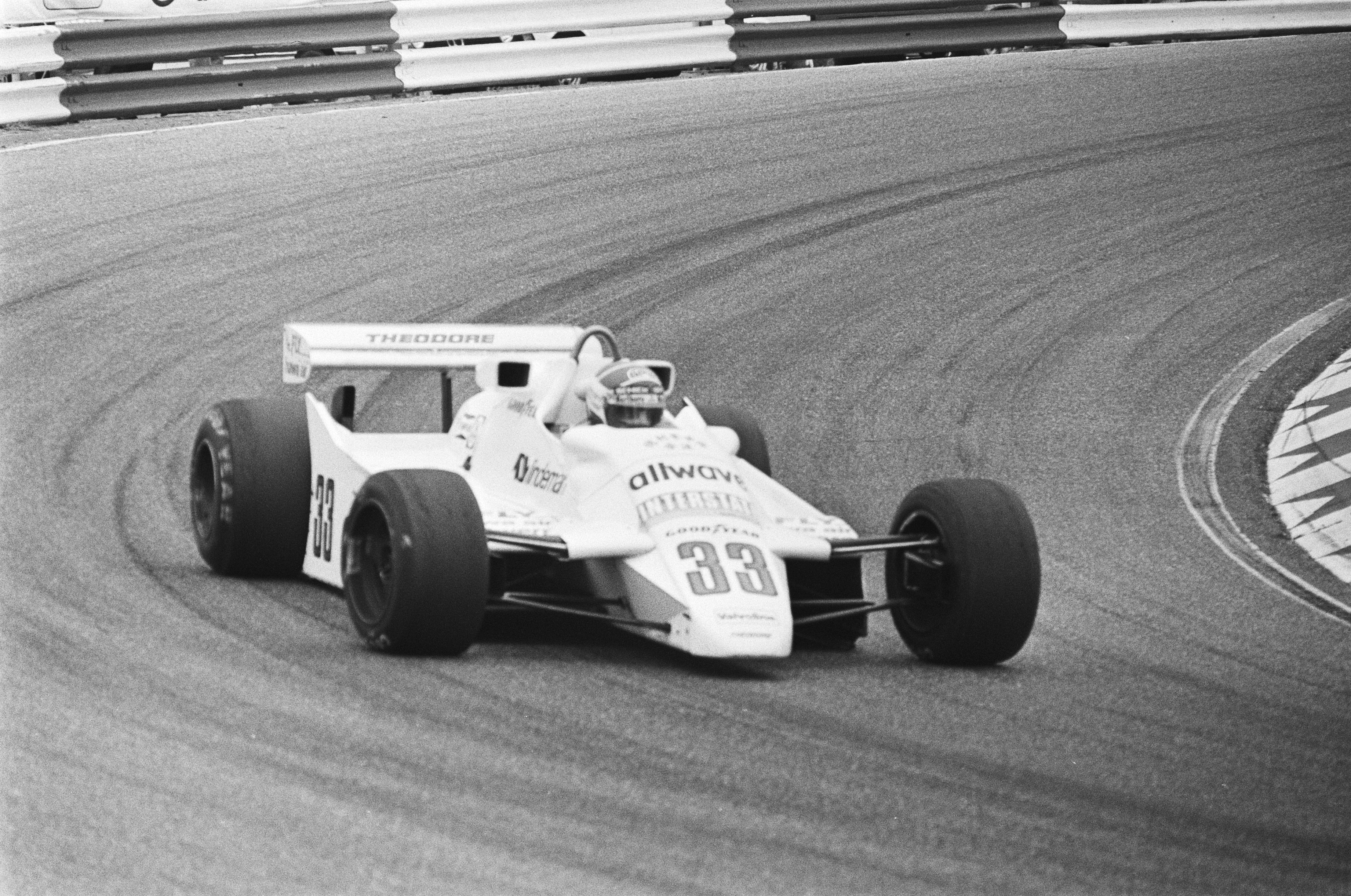
Jan Lammers im Theodore TY02 von 1982

In den frühen 1970er-Jahren begründete ein zufälliges Treffen mit dem irischen Rennwagenkonstrukteur Sid Taylor Yips Interesse am internationalen Motorsport. Von 1974 bis 1976 unterstützte Yip zunächst die Formel-5000-Einsätze von Alan Jones, Brian Redman und Vern Schuppan. 1974 erschien Teddy Yip erstmals in der Formel 1, drei Jahre später in der amerikanischen CART-Serie. In der Formel 1 fuhr er mehrgleisig. Neben der Unterstützung selbständiger Rennställe wie Ensign, Shadow und RAM etablierte Yip einen eigenen Rennstall Theodore Racing in dieser Motorsportklasse, der zeitweise sogar eigene Fahrzeuge konstruierte. Parallel dazu nahm Yips Rennstall an der nach Formel-1-Regeln abgehaltenen Aurora-Serie teil. Yips Autos waren üblicherweise mit chinesischen Schriftzeichen versehen, die ihnen in den Augen zeitgenössischer Beobachter eine „geheimnisvolle Aura“ gaben. Den größten Erfolg im Motorsport erlebte Yip, als Keke Rosberg 1978 in einem Theodore-Auto die letzte nach Formel-1-Regeln abgehaltene Auflage der BRDC International Trophy gewann. Zu Beginn der 1980er-Jahre fusionierten Theodore Racing, Shadow und Ensign; in der komplexer werdenden Formel 1 konnte Yips Rennstall aber dennoch nicht mithalten. Theodore Racing erzielte keine Weltmeisterschaftspunkte. Auf den schwachen Erfolg seines Rennstalls angesprochen, erklärte Yip auf einer Pressekonferenz: „Was spielt das für eine Rolle? Die Mädchen werden trotzdem da sein!“ Das Formel-1-Engagement endete 1983, einige weitere Jahre war Theodore Racing noch im nordamerikanischen Cart-Sport vertreten.
Yip unterstützte in der Formel 1 auch Fahrer, die nicht für sein Team fuhren. Zu ihnen gehörte die Südafrikanerin Desiré Wilson, die sich mit Yips Geld für zwei Formel-1-Weltmeisterschaftsläufe bei RAM bzw. bei Tyrrell einkaufte.

### Macau Grand Prix
Teddy Yip gilt als einer der Initiatoren des Macau Grand Prix. Das Rennen, das erstmals 1954 ausgetragen wurde, hatte anfänglich das Ziel, die der Volksrepublik China vorgelagerte portugiesische Kolonie für Touristen aus Südostasien, vor allem aber aus dem benachbarten Hongkong, interessant zu machen. In den ersten sieben Jahren war es ein Sportwagenrennen für Amateure, später war es als Formula-Libre-Rennen ausgeschrieben, und von 1973 bis 1982 folgte es den Regeln der Formula Pacific, die sich ihrerseits an der Formel Atlantic orientierte. Auf Initiative von Teddy Yip erfolgte 1983 eine Umstellung auf das Formel-3-Reglement, die sich schnell als Erfolg erwies. Es gehört heute zu den wichtigsten Formel-3-Rennen. Das erste Formel-3-Rennen in Macau gewann Ayrton Senna, der für Teddy Yips Theodore Racing Team fuhr.